# مولی همر
مولی همر (به انگلیسی: Molly Hammar) با نام کامل الا مولی ناتالیا پترسون همر (به انگلیسی: Ella Molly Natalia Pettersson Hammar) (زاده ۱۶ اکتبر ۱۹۹۵) خواننده سوئدی است.